# Ferenczy Ödön
Ferenczy Ödön (Kőrösmező, 1866. február 20. – Budapest, 1948. június 23.) megyei aljegyző, később vármegyei főjegyző.

## Élete
Ferenczy Ede kincstári erdőszámvevő és Szaplonczay Borbála fia. Középiskoláit a máramarosszigeti kegyesrendi algimnáziumban és az ottani református főgimnáziumban, jogi tanulmányait ugyanott a jogakadémián végezte és az ottani olvasókörnek elnöke volt. 1888-ban Besztercebányán kincstári ügyészségi joggyakornok volt; 1889-ben központi szolgabíróvá, 1891-ben aljegyzővé választották meg. Mint vármegyei főjegyző hunyt el 1948-ban Budapesten agyérelmeszesedés következtében. Felesége Plachy Alma Mária volt.
Irodalmi kisérletei a máramarosszigeti líceumi önképzőkör havi közlönyében jelentek meg; irói pályáján különösen Szilágyi István igazgató tanára buzdította. 1889-ben Mit válaszolt c. 1 felvonásos vígjátékát adták elő Besztercebányán; azután az Ország-Világ közölte egy pár elbeszélését.
Szerkesztette a Beszterczebánya és Vidéke c. lapot 1888. decembertől. (Ebben vezércikkeket, tárcákat írt és különösen a magyarosítás érdekeit képviselte a panszlavizmus ellen; álneve: Fekete Ördög.)

## Művei
- Mindennapi történetek. Szatmár, 1887. (Beszélyek. Ism. Máramarosi Lapok.)
- Jégvirágok. Költemények. Beszterczebánya, 1889.
- A halottak feltámadnak. Regény. Beszterczebánya, 1892. (Fekete Ö. álnévvel. Előbb a Beszterczebánya és Vidéke c. lapban.)

Kéziratban: egy kötet elbeszélése.